# Trypetisoma morio
Trypetisoma morio är en tvåvingeart som först beskrevs av Meijere 1910.  Trypetisoma morio ingår i släktet Trypetisoma och familjen lövflugor. Inga underarter finns listade i Catalogue of Life.